# Katherine Emmons Force
Katherine Emmons Force Spencer (12 de marzo de 1891-8 de septiembre de 1956) fue una inversora inmobiliaria y socialité estadounidense. Era miembro de la junta de zonificación de Newport, Rhode Island.

## Primeros años
Katherine Emmons Force nació el 12 de marzo de 1891 en Brooklyn, Nueva York. Era la hija mayor de William Hurlbut Force (1852–1917), un empresario de la industria manufacturera, y Katherine Arvilla (de soltera, Talmage) Force (1864–1939). Su hermana menor Madeleine era la viuda del coronel John Jacob Astor IV de la prominente familia Astor, que murió durante el hundimiento del Titanic en 1912.

## Vida personal
El 6 de diciembre de 1922, Force se casó con Lorillard Suydam Spencer (1883–1939) en la casa de su hermana, entonces señora de William Karl Dick, en 7 Est 84.ª Street. Lorillard, que se había divorciado de su primera mujer, Mary Ridgeley Sands, era hijo de Lorillard Spencer y Caroline Suydam (de soltera, Berryman) Spencer. Tuvieron dos hijos y una hija:
- Katherine Talmage Lorillard Spencer (1923–1992), que se casó con Joseph Henry Doherty (1923–1992) en 1957.[5]
- Stephen Wolcott Spencer (1925–2010), que se casó con Marjorie Potts, hija de Owen Lewis Potts de Santiago, Chile, en 1957.[6][7]
- William Hurlbut Force Spencer (1927–2013), que se casó con Louise Thacher Jones en 1956.[8]

En sus últimas décadas de vida, se convirtió en una destacada inversora inmobiliaria y miembro de la junta de zonificación de Newport.
Su marido falleció en 1939. Murió de un ataque al corazón en su cabaña de verano, Chasteullux, en Newport, Rhode Island el 8 de septiembre de 1956.